# Igreja da Misericórdia (Terena)
A Igreja da Misericórdia de Terena, integrada no conjunto arquitetónico designado por Edifício e Igreja da Santa Casa da Misericórdia de Terena, sede da irmandade da Santa Casa da Misericórdia de Terena, fica situada na Rua Direita, no centro histórico da vila de Terena, município de Alandroal.
Embora não se conheça a data exacta da fundação da Misericórdia de Terena, sabe-se que deve ter ocorrido na segunda metade do século XVI, pois a abóbada da Capela-Mor da igreja é ainda do reinado de D.João III.
A fachada é muito simples, de empena triangular e portal marmóreo da segunda metade do século XVIII. O interior é de uma só nave, com coro lateral e púlpito de mármore. No alçado do lado do evangelho levantava-se a Galeria dos Mesários, de madeira entalhada. A capela-mor, de abóbada nervurada quinhentista, está revestida de pinturas murais do século XVIII, representando motivos florais. O retábulo é de talha dourada e marmoreada, decorada com as Armas Reais e os símbolos da Paixão de Cristo, expondo no Trono a imagem de roca do Senhor Jesus dos Passos.
Nos anexos da igreja situam-se as salas da Mesa e do consistório da Misericórdia. Presentemente a Misericórdia de Terena está sem actividade, encontrando-se a igreja muito arruinada e necessitando de restauro urgente.